# مانقين
مانقين هي محافظة فرعية من إقليم سلامات في تشاد.